# Oreogeton versicolor
Oreogeton versicolor är en tvåvingeart som beskrevs av Collin 1933. Oreogeton versicolor ingår i släktet Oreogeton och familjen Oreogetonidae. Inga underarter finns listade i Catalogue of Life.